# Luipaardleguaan
De luipaardleguaan (Gambelia wislizenii) is een hagedis uit de familie Crotaphytidae.

## Naam en indeling
De luipaardleguaan werd voor het eerst wetenschappelijk beschreven door Spencer Fullerton Baird en Charles Frédéric Girard in 1852. Vroeger werd de soort tot het geslacht van de halsbandleguanen (Crotaphytus) gerekend, de oude wetenschappelijke naam was Crotaphytus wislizenii en deze duikt nog weleens op.
Van de luipaardleguaan is bekend dat er hybriden zijn geweest met de verwante soort Gambelia sila. Er zijn echter geen recente waarnemingen bekend. De hybriden zijn waarschijnlijk verdwenen, het gebied waar de twee soorten elkaar in verspreiding overlapten is sterk aangetast.
Vroeger werden er naast de nominaatvorm twee ondersoorten onderscheiden: Gambelia wislizenii punctatus en Gambelia wislizenii maculosus. Deze ondersoorten werden erkend op basis van verschillende vlekpatronen op de rug. Deze verschillen werden later als te onbelangrijk gezien om de variaties als aparte ondersoorten te beschouwen.

## Uiterlijke kenmerken
De luipaardleguaan bereikt een lichaamslengte van ongeveer 8 tot 15 centimeter van snuitpunt tot cloaca, dus exclusief de lange staart. De staart is bijna twee keer zo lang als het lichaam en de totale lichaamslengte is 22 tot 38 cm. Bij de meeste hagedissen worden de mannetjes groter, maar bij de luipaardleguaan worden de vrouwtjes juist iets groter.
De basiskleur van het lichaam is lichtbruin en over het gehele lijf zijn grotere en kleinere donkerbruine tot zwarte luipaard-achtige vlekken aanwezig. Op de staart vormen de vlekken rijen, soms smelten de staartvlekken samen en vormen een bandering. Aan de bovenzijde van het lichaam is een fletse bandering van donkere dwarsstrepen te zien.
Opmerkelijk is de kleurverandering in de paartijd, bij de meeste hagedissen krijgen de mannetjes in de voortplantingstijd fellere kleuren om een vrouwtje aan te trekken. Bij de luipaardleguaan echter zijn het de vrouwtjes die een bonte tekening krijgen. Ze krijgen oranje tot felrode vlekken over het gehele lijf. De bonte kleuren dienen om de mannetjes duidelijk te maken dat ze vruchtbaar zijn. De rode vlekken van het vrouwtje verdwijnen weer nadat de eieren zijn afgezet.

## Levenswijze

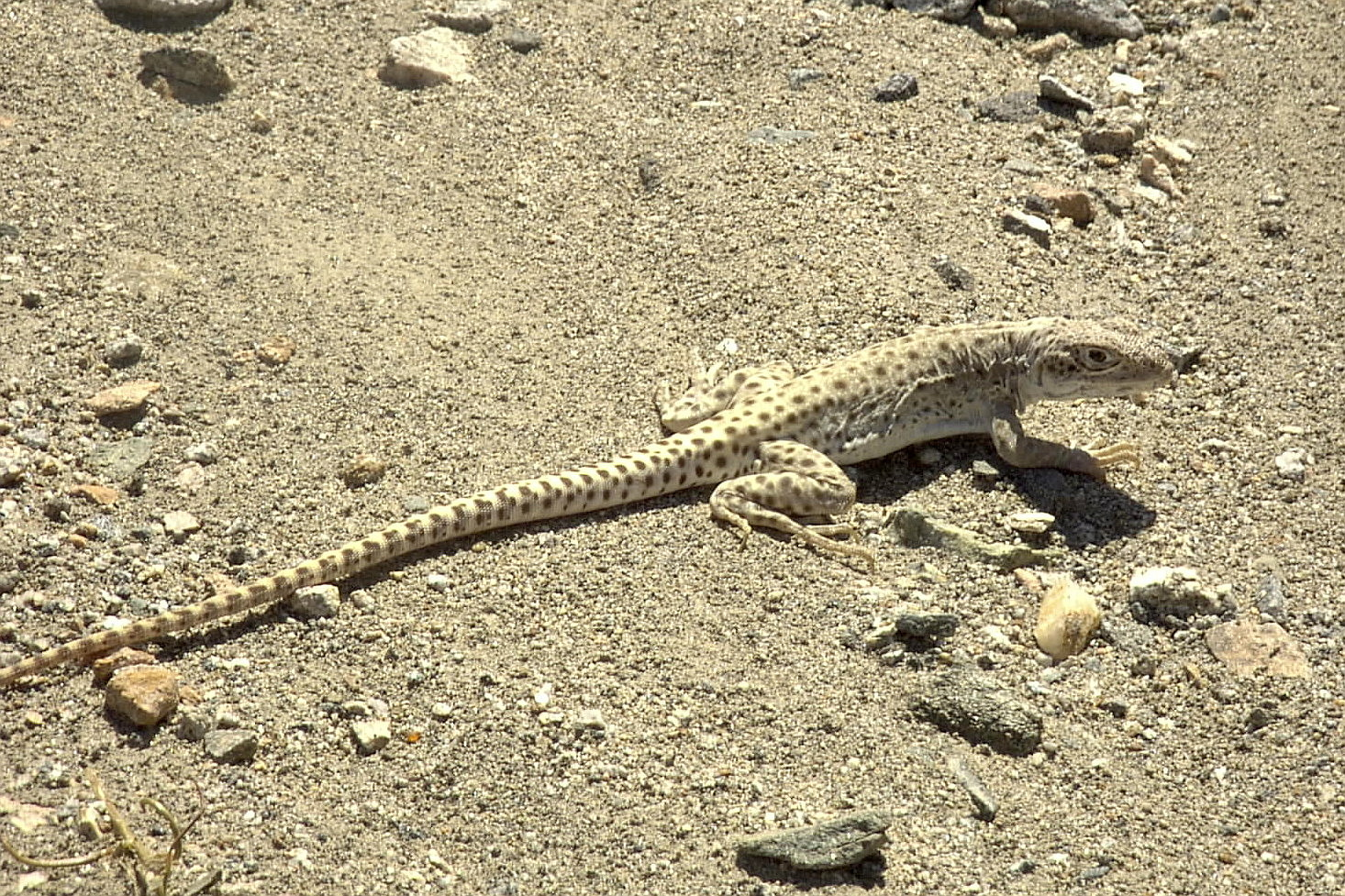
Een exemplaar uit de Mojavewoestijn.

Op het menu staan voornamelijk ongewervelde dieren zoals insecten, maar ook kleine gewervelden en plantendelen worden gegeten. Een belangrijk deel van het menu bestaat uit andere hagedissen, en zelfs soortgenoten zijn niet veilig. Vijanden van de leguaan zijn rovende zoogdieren, slangen en roofvogels.
De luipaardleguaan vertoont dreiggedrag bij verstoring, de dreighouding bestaat uit het openen van de bek, het zich vol blazen met lucht en het produceren van een luid gesis. Ook gillende geluiden zijn wel beschreven, als de hagedis wordt opgepakt zal deze met de krachtige kaken van zich af bijten.
De luipaardleguaan is eierleggend, de eitjes worden in de bodem afgezet van maart tot juli. Ze zijn wit van kleur en hebben een perkamentachtige schaal. De juvenielen zijn sterk rood gevlekt zodat ze niet lijken op de volwassen dieren. Dit is een bekende strategie bij de hagedissen om te voorkomen dat de agressieve mannetjes hun eigen jongen voor een concurrent aanzien. De juvenielen hebben tevens een duidelijker zichtbaar gele dwarsstrepentekening op de rug en een complexe lijnentekening van rode, zwarte en gele strepen op de kop.

## Verspreiding en habitat
De luipaardleguaan komt voor in het zuidwestelijke deel van de Verenigde Staten en noordelijk Mexico. De habitat bestaat uit droge, stenige en vooral zanderige omgevingen vaak aan de rand van woestijnen. De temperatuur ligt hier rond de dertig graden en er is maar weinig vegetatie. De luipaardleguaan gebruikt de holen van zoogdieren zoals eekhoorns, maar kan ook zelf een hol graven om in te schuilen bij slechte omstandigheden en in te vluchten bij gevaar.

### Beschermingsstatus
Door de internationale natuurbeschermingsorganisatie IUCN is de beschermingsstatus 'veilig' toegewezen (Least Concern of LC).